# Sojuz TM-32
La Sojuz TM-32 è stata una missione diretta verso la Stazione spaziale internazionale.

## Equipaggio
| Ruolo                                      | Equipaggio al lancio                  | Equipaggio all'atterraggio              |
| ------------------------------------------ | ------------------------------------- | --------------------------------------- |
| Comandante                                 | Talğat Musabaev, Roscosmos Terzo volo | Viktor Afanas'ev, Roscosmos Quarto volo |
| Ingegnere di volo 1                        | Jurij Baturin, Roscosmos Secondo volo | Claudie Haigneré, ESA Secondo volo      |
| Partecipante al volo / Ingegnere di volo 2 | Dennis Tito, SA Turista Primo volo    | Konstantin Kozeev, Roscosmos Primo volo |

### Equipaggio di riserva
| Ruolo             | Equipaggio                   | Equipaggio                   |
| ----------------- | ---------------------------- | ---------------------------- |
| Comandante        | Viktor Afanas'ev, Roscosmos  | Viktor Afanas'ev, Roscosmos  |
| Ingegnere di volo | Konstantin Kozeev, Roscosmos | Konstantin Kozeev, Roscosmos |

## Parametri della missione
- Perigeo: 193 km
- Apogeo: 247km
- Inclinazione: 51,6°
- Periodo: 1 ora, 28 minuti e 36 secondi

### Attracco con l'ISS
- Aggancio all'ISS: 30 aprile 2001, 7:58 UTC (alla porta al nadir del modulo Zarja)
- Sgancio: 19 ottobre 2001, 10:48 UTC (dalla porta al nadir del modulo Zarja)
- Aggancio: 19 ottobre 2001, 11:04 UTC (al modulo Пирс)
- Sgancio: 31 ottobre 2001, 1:38 UTC (dal modulo Пирс)